# يواكيم نواه
يواكيم نواه (بالفرنسية: Joakim Noah)‏ مواليد 25 فبراير 1985، هو لاعب كرة سلة أمريكي يلعب مع فريق نيويورك نيكس في الرابطة الوطنية لكرة السلة ويحمل الرقم 13. يبلغ طوله 6 قدم 11 بوصة (2.1 م).

## فرق لعب لها
- شيكاغو بولز
- نيويورك نيكس

## الميداليات
| الميدالية | المسابقة                         |
| --------- | -------------------------------- |
| فضية      | بطولة أمم أوروبا لكرة السلة 2011 |

## روابط خارجية
- يواكيم نواه على موقع IMDb (الإنجليزية)
- يواكيم نواه على موقع قاعدة بيانات الفيلم (الإنجليزية)
- يواكيم نواه على موقع الاتحاد الدولي لكرة السلة (الإنجليزية)
- يواكيم نواه على موقع إن بي أي (الإنجليزية)
- يواكيم نواه على موقع سبورتس رفرنس (الإنجليزية)
- يواكيم نواه على موقع كرة السلة الأوروبية.كوم (الإنجليزية)
- يواكيم نواه على موقع DraftExpress.com (الإنجليزية)
- يواكيم نواه على موقع إي إس بي إن.كوم (الإنجليزية)
- يواكيم نواه على موقع كلية كرة السلة في سبورتس رفرنس.كوم (الإنجليزية)
- يواكيم نواه على موقع ريلجم (الإنجليزية)
- يواكيم نواه على موقع بروبوليرز (الإنجليزية)
- يواكيم نواه على موقع سبورتس رفرنس (الإنجليزية)